# Легњица
Легњица (пољ. Legnica) град је у Пољској у Војводству доњошлеском. По подацима из 2012. године број становника у месту је био 102 422.

## Становништво
| 1946.  | 1950.  | 1960.  | 1970.  | 1980.  | 2012.   |
| ------ | ------ | ------ | ------ | ------ | ------- |
| 24.357 | 39.010 | 64.185 | 76.000 | 89.628 | 102 422 |

## Партнерски градови
- Бланско
- Роан